# Ponta de Pedras
Ponta de Pedras – miasto i gmina w Brazylii, w stanie Pará. Znajduje się w mezoregionie Marajó i mikroregionie Arari.